# Horschlitt
Horschlitt ist ein Ortsteil der Stadt Werra-Suhl-Tal im Wartburgkreis in Thüringen.

## Geografie
Horschlitt liegt 3 km südöstlich vom Verwaltungssitz Berka/Werra entfernt im Zentrum der Horschlitter Mulde. Die geographische Höhe des Ortes beträgt 229 m ü. NN. Der „Hauptgraben“, ein linker Nebenfluss der Suhl entwässert die Gemeindeflur.

## Geschichte
Die Herren von Mihla waren 1260 Lehensherren des Dorfes Horschlitt im Amt Hausbreitenbach. Im 16. Jahrhundert war die Region um Herda und Horschlitt ein Zentrum der Täuferbewegung.
Von C. Kronfeld wurden 1879 landeskundliche und statistischen Angaben zum Ort publiziert: Horschlitt ist ein Dorf mit 45 Wohnhäusern und 252 Einwohnern. Die Gesamtfläche des Dorfes beträgt 325,30 ha, davon entfallen auf Hofstellen und Gärten 5,28 ha, Wiesen 35,62 ha, Ackerland 170,98 ha, Wald 35,6 ha, Teiche, Bäche und Flüsse 0,1 ha, Wege, Triften und Obstgehölze 77,79 ha. Der Viehbestand umfasst 8 Pferde, 157 Rinder, 220 Schafe, 72 Schweine, 19 Ziegen und 66 Bienenvölker.
Am 1. Juli 1974 wurde Auenheim-Rienau in die Gemeinde Horschlitt eingemeindet. Durch die Thüringer Verordnung vom 16. Februar 1994 erfolgte die Auflösung der Gemeinden Fernbreitenbach, Gospenroda, Herda, Horschlitt und Vitzeroda und ihre Eingliederung in die Stadt Berka/Werra mit Wirkung vom 18. März 1994. Diese ging zum 1. Januar 2019 in der Stadt Werra-Suhl-Tal auf. Gemeinsam mit Auenheim-Rienau bildet Horschlitt seitdem den Ortsteil Horschlitt der Stadt Werra-Suhl-Tal.

## Vereine
Fünf Funkamateure aus Horschlitt bilden den Kern der deutschen Nationalmannschaft und betreiben als Verein Morse-Funkstationen. Seit 1996 wurden bereits 9 Weltmeistertitel in der International Amateur Radio Union (IARU) erkämpft und gegen 30 Nationalmannschaften und tausende Funkamateure verteidigt. Die Horschlitter Amateure haben sich auf Telegrafie im 160-Meter-Band (Mittelwelle) spezialisiert.